# Лежень плямистий
Лежень плямистий (Burhinus capensis) — вид сивкоподібних птахів родини лежневих (Burhinidae).

## Поширення
Птах поширений в Субсахарській Африці. Є також невеликі популяції на півдні Аравійського півострова. Трапляється у саванах та степах неподалік озер, річок, лиманів.

## Опис
Птах завдовжки до 45 см. Забарвлення плямисте, коричнево-біле. Голова велика і кругла з чіткими жовтими очима і коротким міцним дзьобом. Ноги довгі та жовті.

## Спосіб життя
Активний вночі. Живиться безхребетними та дрібними хребетними. Сезон розмноження припадає на суху пору року. Моногамний птах. Яйця відкладає у ямку в піщаному або кам'янистому ґрунті поблизу води. Гніздо вистелює сухою травою. У кладці два яйця. Інкубація триває 22-25 днів. Обидва батьки піклуються про пташенят.